# John Francis Hylan

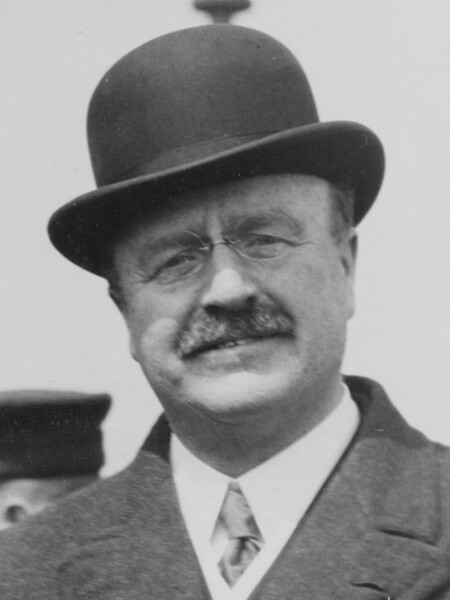
John Francis Hylan

John Francis Hylan (* 20. April 1868 in Hunter, Greene County, New York; † 12. Januar 1936 in Forest Hills, New York City) war ein US-amerikanischer Politiker der Demokratischen Partei. Von 1918 bis 1925 war er für zwei Amtszeiten der 96. Bürgermeister von New York City. Sein Spitzname war Red Mike.

## Leben
Hylan wurde als Sohn eines aus Irland stammenden Farmers in der Kleinstadt Hunter im Greene County, etwa 200 km Reiseweg nördlich von New York City, geboren. Er heiratete jung und zog unzufrieden aus der Farm aus, um 1897 in der New York Law School Rechtswissenschaften zu studieren. Nachdem Hylan aus dem Eisenbahnunternehmen Brooklyn Rapid Transit Company – wie er beteuerte – zu Unrecht entlassen worden war, wurde er Richter in Brooklyn. 1917 gewann Hylan die Bürgermeisterwahl gegen den Reformer John Purroy Mitchel. 1921 war Hylan für längere Zeit krank und wurde vertreten durch George Murray Hulbert. Nach der gewonnenen Wahl 1921 unterlag er 1925 dem Senator James J. Walker. Hylan starb im Alter von 67 Jahren an einem Herzinfarkt.

## Privates
John Francis Hylan hinterließ ein Vermögen von weniger als 5.000 US-Dollar. Er war katholisch und lebte lange in Bushwick.